# Trăirism
Trăirismul a fost un curent al filosofiei românești din perioada interbelică avându-l ca principal reprezentant și inițiator pe Nae Ionescu. Acesta profesa o atitudine inspirată din „filosofia vieții” (Kierkegaard, Nietzsche, Spengler, Bergson, Soloviov, Berdiaev, șamd) axată pe proclamarea primatului trăirii asupra intelectului. Cuvântul a fost inventat de criticul Șerban Cioculescu, care a tradus din limba germană termenul Lebensphilosophie (filozofia trăirii).

## Descriere
În acest context sunt mai importante atitudinea mistică decât cea intelectuală sau analitică, mântuirea decât idealurile culturale, practica duhovnicească decât îndeletnicirile academice etc. Nae Ionescu profesa idealul realizării unei filosofii românești având ca principii mistica  și autoritatea, specifice răsăritului european. 
Trăirismul a permis dezvoltarea unor curente diferite: Mircea Vulcănescu profesa spiritualitatea duhovnicească în vreme ce Emil Cioran accede spre o trăire frenetică, negatoare pe fondul unui pesimism. Astfel, se poate afirma că ideologia trăiristă proclamă o filosofie de factură „lirică”: nu există filosofie științifică, nu există decât „filosofări” care nu trebuie neapărat să fie comensurabile sau compatibile. Asemenea vieții, filosofia poate naște conflicte iar paradigmele incompatibile sunt prin natura lor opuse și nu pot conceda teoretic. 
Printre discipolii lui Nae Ionescu s-au numărat Mircea Eliade, Constantin Noica, Petru Comarnescu, Emil Cioran. Curentul trăirist a avut o activitate publicistică susținută în reviste ca Gândirea, Axa, Vremea, Cuvântul, Floarea de Foc etc.